# Angelo Vincenzo Zani
Angelo Vincenzo Zani (ur. 24 marca 1950 w Pralboino) – włoski duchowny rzymskokatolicki, doktor nauk teologicznych, arcybiskup, podsekretarz Kongregacji ds. Edukacji Katolickiej w latach 2002–2012, sekretarz Kongregacji ds. Edukacji Katolickiej w latach 2012–2022, Archiwista i Bibliotekarz Świętego Kościoła Rzymskiego w latach 2022–2025.

## Życiorys
20 września 1975 otrzymał święcenia kapłańskie i został inkardynowany do diecezji Brescia. Pracował głównie jako wykładowca seminarium i instytutu nauk religijnych w Brescii. W latach 1995–2002 był dyrektorem wydziału ds. edukacji przy Konferencji Episkopatu Włoch. 7 stycznia 2002 został mianowany przez Jana Pawła II podsekretarzem Kongregacji ds. Edukacji Katolickiej.
9 listopada 2012 Benedykt XVI mianował go sekretarzem tej dykasterii, podnosząc go do godności arcybiskupa tytularnego Volturnum. Sakrę biskupią otrzymał 6 stycznia 2013 w bazylice św. Piotra na Watykanie z rąk papieża Benedykta XVI.
15 grudnia 2012 mianowany przez Benedykta XVI członkiem Kongregacji Nauki Wiary.
26 września 2022 papież Franciszek mianował go archiwistą i bibliotekarzem Świętego Kościoła Rzymskiego.